# トレヴォ・チャロバー
トレヴォ・トム・チャロバー（Trevoh Tom Chalobah、1999年7月5日 - ）は、シエラレオネ・フリータウン出身のイングランド人サッカー選手。プレミアリーグ・チェルシー所属。イングランド代表。ポジションはDF、MF。
2007年に8歳で、兄・ナサニエルも当時所属していたチェルシーのアカデミーに加入。その後、イプスウィッチ・タウン、ハダースフィールド・タウン、フランスのロリアンへレンタル移籍してプレー。チェルシーでのトップチームデビューは、2021年のUEFAスーパーカップで、PK戦の末での勝利に貢献した。
U-16からU-21まで各年代でイングランドのユース代表を経験。2017年には、イングランドのUEFA U-19欧州選手権2017優勝に貢献した。

## クラブ経歴

### チェルシー
西アフリカのシエラレオネの首都フリータウンで生まれ、8歳でチェルシーに入団。2016年6月にチェルシーと最初のプロ契約を結び、2018年3月に新たな契約を結んだ。チェルシーユースでの活躍には、2015-16シーズンのUEFAユースリーグ、2015-16シーズンと2016-17シーズンのFAユースカップ、2016-17シーズンのU-18プレミアリーグなどが含まれる。
2018年5月19日にウェンブリー・スタジアムでマンチェスター・ユナイテッドと対戦した2017-18FAカップ決勝では、トップチームでの出場歴がなかったにもかかわらず、アントニオ・コンテ監督によってベンチ入り選手に選ばれた。出場機会は無かったものの、チェルシーが1-0で勝利した。

#### 2018-19シーズン：イプスウィッチ・タウンへのレンタル移籍
2018年6月にEFLチャンピオンシップのイプスウィッチ・タウンと1シーズンのレンタル移籍契約を締結。8月4日のブラックバーン・ローヴァーズ戦（2-2のドロー）でプロデビューを果たし 、2週間後のポートマン・ロードでのアストン・ヴィラ戦（1-1のドロー）での同点ゴールが、トップチーム初ゴールとなった。10月6日のスウォンジー・シティ戦（3-2で勝利）では試合終盤に勝ち越しゴールを決め、イプスウィッチにリーグ戦シーズン初勝利をもたらした。チェルシーアカデミー在籍中は主にセンターバックとしてプレーしていたが、トップチームでの最初のシーズンにはイプスウィッチの中盤でプレーした。チームはEFLリーグ1に降格したものの、安定した出場機会を得て、44試合に出場し2ゴールを決めた。

#### 2019-20シーズン：ハダースフィールド・タウンへのレンタル移籍
2019年8月8日、チェルシーと2022年シーズンまでの新契約を結び、ハダースフィールド・タウンに1シーズンのレンタル移籍で加入した。その5日後に行われたEFLカップ第1ラウンドのホームでのリンカーン・シティ戦（0-1で敗戦）で新チームデビューし、90分間フルでプレーした。8月21日のカーディフ・シティ戦（1-2で敗戦）では、一時は同点とするハダーズフィールド移籍後初ゴールを決めた。すべての大会を合計すると、ハダーズフィールドで38試合に出場し、1ゴールを決めた。 

#### 2020-21シーズン：ロリアンへのレンタル移籍
2020年8月18日、チェルシーと2023年までの新契約を結び、フランスのロリアンに2020-21シーズンのレンタル移籍という形で加入した。9月13日のRCランス戦（2-3で敗戦）に交代出場してリーグデビューを果たした。1月27日のディジョン戦（3-2で勝利）で先制ゴールを決め、これがロリアンでの初ゴールとなった。シーズン最終戦となったストラスブール戦（1-1のドロー）でもゴールを決め、30試合で2得点を挙げた。 

#### チェルシー復帰
2021年8月11日、ビジャレアルとの2021 UEFAスーパーカップでチェルシーでのトップチームデビューを飾った 。1-1からのPK戦を6-5で制したこの日のチャロバーのプレーは賞賛を受けた 。トーマス・トゥヘル監督の信頼を掴み、その3日後には、チェルシーの開幕戦だったクリスタル・パレス戦（3-0で勝利）でプレミアリーグデビューを果たし、プレミア初スタメン、初ゴールも記録した。トゥヘル監督は3バックを採用することが多く、右CBのセサル・アスピリクエタのバックアッパーや、2CB時でも華麗にこなしDFラインの層を増し、チームに貢献した。2021年11月24日、ユヴェントス戦でCL初ゴールも記録した。2022年11月25日、チェルシーと2028年まで契約を延長した。
2024ｰ25シーズンは開幕前から構想外となり、プレシーズンツアーのメンバーからも外れると、トップチームの練習参加も禁止され、背番号も剥奪された。

#### 2024-25シーズン：クリスタル・パレスへのレンタル移籍
2024年8月31日、クリスタル・パレスFCにレンタル移籍した。

## 代表経歴
U-16からU-20の各世代のイングランドユース代表に選ばれ、様々な舞台でキャプテンも務めてきた。2014年11月、ヴィクトリー・シールドのスコットランド戦では、イングランドU-16代表のキャプテンを務めた。また、2016年5月に行われたU-17UEFA欧州選手権の準々決勝でスペインに敗れた試合でもイングランドU-17代表のキャプテンだった。
2017年のUEFAU-19欧州選手権のイングランドU-19代表にも選ばれた。グループリーグ最終節のドイツ戦で足首を負傷したため、残りのトーナメントには出場しなかったが、イングランドは決勝でもポルトガルを破り、優勝した。
2019年8月30日には、初めてイングランドU-21代表に選ばれ、2019年9月6日に行われた2021年U-21欧州選手権予選のトルコ戦（3-2で勝利）でデビューを飾った。

## 家族
兄のナサニエル・チャロバーもプロのサッカー選手であり、シェフィールド・ウェンズデイでプレーしている。以前はチェルシーでもプレーしていた。

## プライベート
Trevoh Chalobahはサッカー以外にも、多くの個人的な関心や趣味を持っている。
オフの日には自宅で友人やチームメイトとビデオゲームを楽しむことが多く、特にCallum Hudson-OdoiとはFIFAやCoD、Fortniteを一緒にプレイしており、プロクラブ（Pro Clubs）で腕を競い合っていると語っている。
チャロバはサッカーに次ぐ“第二のスポーツ”として卓球が好きで、父や叔父、兄と一緒にプレイし、本気になるあまり“シャツを脱いで”熱くなることもあるという。
自身の外見にも強いこだわりを持ち、さまざまなヘアスタイルを楽しむほか、時にはオレンジ色のヘアを試したこともある。フランス滞在中にはイタリアの新興ブランド「Valore」のカバー撮影を経験するなど、モデル活動にも関心があると述べている。
また、ファッションへの思いはさらに進み、パリファッションウィークにも参加。ロリアンでのレンタル中にはパリへ頻繁に通い、トレンドをチェックし自分のスタイルを追求した経験を語っている。
クリスチャンとしての信仰を大切にしており、SNSでは「Son of God（神の子）」というメッセージを投稿することもある。
プレー前後のケアも欠かさず、マニキュアやペディキュア、フットマッサージを受けるためにロンドン・プットニーのネイル＆ビューティーバーを約3週間ごとに利用しているという。
また、試合前に聴きたい音楽としてはゴスペルを挙げ、ナオミ・レイン（Naomi Raine）などがお気に入りだと語っている。

## 個人成績
2021年8月27日現在
| クラブ                     | シーズン | リーグ             | リーグ戦 | リーグ戦 | カップ戦 | カップ戦 | リーグ杯 | リーグ杯 | 国際大会 | 国際大会 | その他 | その他 | 合計 | 合計 |
| クラブ                     | シーズン | リーグ             | 出場     | 得点     | 出場     | 得点     | 出場     | 得点     | 出場     | 得点     | 出場   | 得点   | 出場 | 得点 |
| -------------------------- | -------- | ------------------ | -------- | -------- | -------- | -------- | -------- | -------- | -------- | -------- | ------ | ------ | ---- | ---- |
| チェルシー                 | 2017-18  | プレミアリーグ     | 0        | 0        | 0        | 0        | 0        | 0        | 0        | 0        | 0      | 0      | 0    | 0    |
| チェルシー                 | 通算     | 通算               | 0        | 0        | 0        | 0        | 0        | 0        | 0        | 0        | 0      | 0      | 0    | 0    |
| イプスウィッチ・タウン     | 2018-19  | チャンピオンシップ | 43       | 2        | 0        | 0        | 1        | 0        | -        | -        | 0      | 0      | 44   | 2    |
| イプスウィッチ・タウン     | 通算     | 通算               | 43       | 2        | 0        | 0        | 1        | 0        | -        | -        | 0      | 0      | 44   | 2    |
| ハダースフィールド・タウン | 2019-20  | チャンピオンシップ | 36       | 1        | 1        | 0        | 1        | 0        | -        | -        | 0      | 0      | 38   | 1    |
| ハダースフィールド・タウン | 通算     | 通算               | 36       | 1        | 1        | 0        | 1        | 0        | -        | -        | 0      | 0      | 38   | 1    |
| ロリアン                   | 2020-21  | リーグ・アン       | 29       | 2        | 1        | 0        | -        | -        | -        | -        | 0      | 0      | 30   | 2    |
| ロリアン                   | 通算     | 通算               | 29       | 2        | 1        | 0        | -        | -        | -        | -        | 0      | 0      | 30   | 2    |
| チェルシー                 | 2020-21  | プレミアリーグ     | 1        | 1        | 0        | 0        | 0        | 0        | 0        | 0        | 1      | 0      | 2    | 1    |
| チェルシー                 | 通算     | 通算               | 1        | 1        | 0        | 0        | 0        | 0        | 0        | 0        | 1      | 0      | 2    | 1    |
| 総通算                     | 総通算   | 総通算             | 109      | 6        | 2        | 0        | 2        | 0        | 0        | 0        | 1      | 0      | 114  | 6    |

1. ↑  UEFAスーパーカップ出場

## タイトル

### クラブ
チェルシー
- FAカップ: 2017-18 [7]
- UEFAスーパーカップ: 2021 [40]
- FIFAクラブワールドカップ: 2021
- UEFAカンファレンスリーグ: 2024-25

### 代表
イングランドU-19
- UEFA U-19欧州選手権: 2017 [32]